# Maria Croon
Maria Croon (* 13. Mai 1891 in Meurich; † 23. März 1983 in Britten) war eine moselfränkische Schriftstellerin, die stark von ihrem katholischen Glauben geprägt war.

## Lebenslauf
Maria Croon wurde als Maria Brittnacher geboren. Sie wuchs als uneheliches Kind im Hause ihrer Großeltern in Meurich auf, ihren leiblichen Vater lernte sie nie kennen. Die ländliche Abgeschiedenheit des im Landkreis Trier-Saarburg liegenden Bauerndorfes bezeichnete sie in späteren Jahren als Idyll. In Kirf besuchte sie die Volksschule. Ihre Mutter heiratete in Völklingen einen Hüttenarbeiter, Maria blieb die industrielle, städtische Atmosphäre fremd.
Ab 1908 besuchte sie in Saarburg das katholische Lehrerinnenseminar, drei Jahre später legte sie ihre Abschlussprüfung ab. Es folgten Stellen als Lehrerin in Hüttersdorf, Fraulautern und im Schmelzer Ortsteil Außen. 1914 legte sie ihre Zweite Prüfung ab und erhielt eine Festanstellung in Hüttersdorf. Dort sah sie ihren Lehrerkollegen Nikolaus Croon wieder, den sie dann kurz vor Ende des Ersten Weltkriegs heiratete. Maria trat aus dem Schuldienst aus und bekam zwei Söhne und eine Tochter. Ihr Mann Nikolaus bestärkte sie in ihrer Tätigkeit als Schriftstellerin, indem er ihr eine Schreibmaschine kaufte.
1933 zog die Familie nach Merzig, damit die Kinder das dortige Gymnasium besuchen konnten. Im Verlauf des Zweiten Weltkrieges wurde die Familie zweimal nach Niedersachsen evakuiert. Maria Croon trat 1942 wegen des kriegsbedingten Männermangels wieder in den Schuldienst ein. Im Herbst 1944 zog die Familie zu Verwandten in Hüttersdorf, da die Front nun nahe an Merzig gerückt war. Marias Ehemann Nikolaus suchte noch mehrmals Merzig auf, um Kleider und Gegenstände aus dem zum Teil zerstörten Haus zu bergen. Bei einem solchen Gang kam er am 30. Dezember 1944 bei einem Artillerieangriff auf den Ort Merchingen ums Leben. Nach Kriegsende zog Maria nach Merzig zurück, wo sie bis zu ihrer Pensionierung im Jahre 1951 als Lehrerin arbeitete. Erst danach widmete sie sich ausschließlich der Schriftstellerei. 1961 zog sie nach Britten, wo sie am 23. März 1983 verstarb. Ihrem Wunsch gemäß wurde sie in Meurich beigesetzt.

## Werke
Ihre erste Erzählung erschien 1911 im Trierer Bistumsblatt Paulinus. Zu einem späteren Zeitpunkt bemerkt Maria Croon dazu: „In einem Zustand, den man als Schweben zwischen Fußboden und Stubendecke bezeichnen kann, genoss ich beim Lesen eines jeden Wortes zum ersten Mal das berauschende Gefühl des Staunens über die wunderbare Verwandlung meines geschriebenen in einen richtig gedruckten Text.“ 
Maria Croon versuchte sich in allen Literaturgattungen. Sie schrieb Romane, verfasste Laienstücke und widmete sich der Lyrik. Sehr ausdrucksstark sind ihre Gedichte in ihrer moselfränkischen Mundart. Ihre Stärke lag vor allem in den Erzählungen, in denen sie die bäuerliche Welt ihrer Heimat schilderte und dabei einer Chronistin gleich religiöses und bäuerliches Brauchtum festhielt. Fast alle Werke von Maria Croon erschienen in christlichen Zeitungen und Zeitschriften. Glaube und Moral durchziehen das literarische Schaffen der überzeugten Katholikin. Ihr erstes Buch erschien 1931, ihr letztes 1990, also sieben Jahre nach ihrem Tod.
Einige ihrer Werke nach Erscheinungsjahr:
- 1931 Und wir daheim?
- 1948 Im Lichtkreis der Liebe
- 1948 Die Himmelsleiter
- 1949 Im Glanz der ewigen Liebe. Ein Weihnachtsbuch für die Familie
- 1952 Den drehjdejen Pätter (Schwank in 3 Aufzügen)
- 1954 Das Werk einer Magd
- 1955 Ein Freiersgang zur Pflaumenernte
- 1960 Die köstliche Mühsal
- 1963 Aus der Zeit, da man noch Zeit hatte
- 1963 Die Mission der Traut Halbach
- 1964 Der fröhliche Feierabend
- 1980 Der Träumer
- 1980 Die Taakbank. Dorfgeschichten
- 1981 Heielei hett
- 1990 Die Dorfstraße. Eine bunte Heimatchronik

## Ehrungen

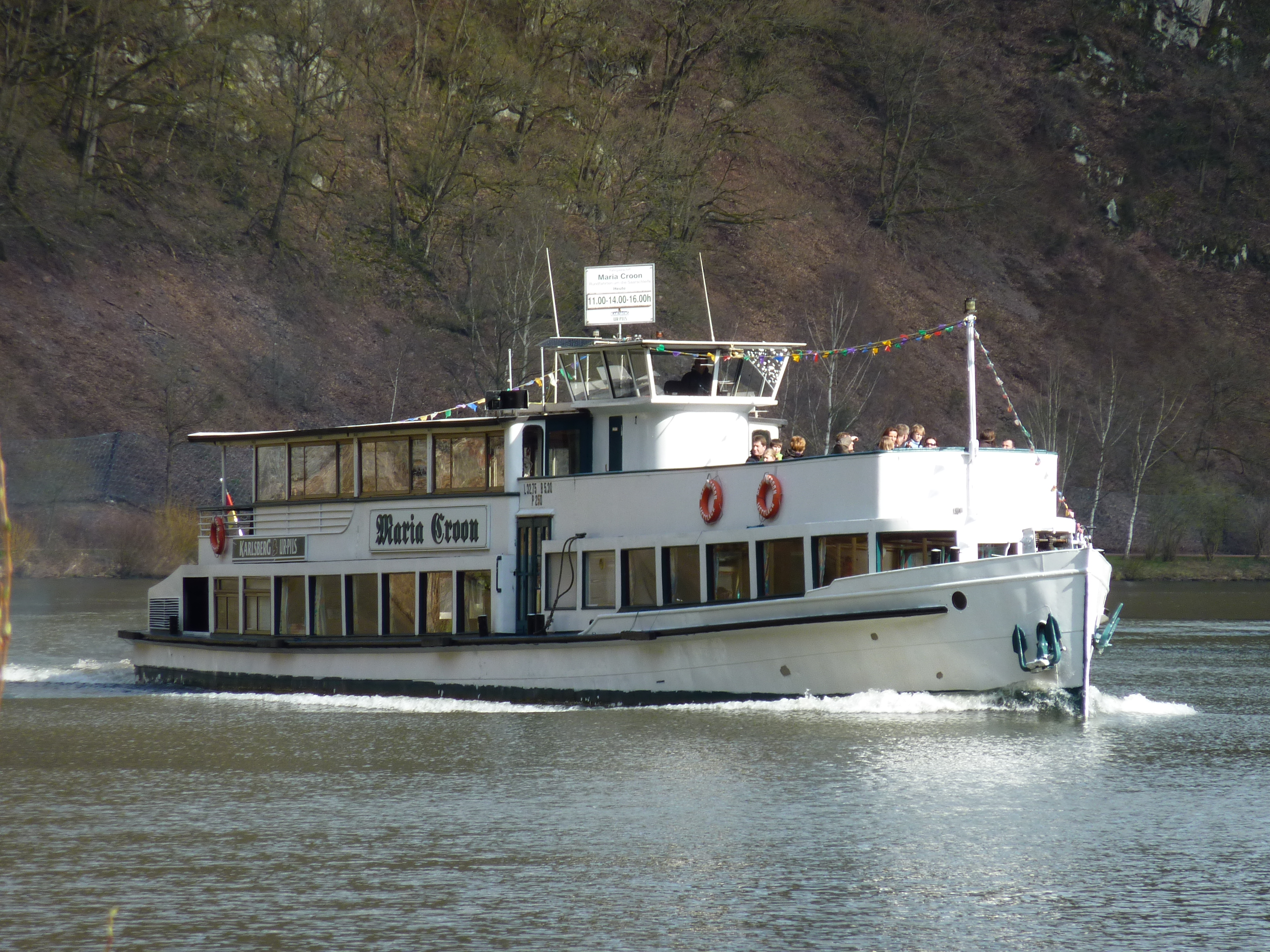
Die 1927 gebaute Maria Croon in der Saarschleife

- Bundesverdienstkreuz am Bande (10. August 1966)[1]
- Ehrenbürgerin von Meurich
- 1981 erhielt sie den Verdienstorden des Bistums Trier
- Seit 1984 wird der Maria-Croon-Preis vergeben, mit dem Institutionen und Personen im Saarland geehrt werden, die den Heimatgedanken pflegen und fördern.
- 1987 wurde im Rahmen der Saar-Lor-Lux-Kulturwanderwege der Maria-Croon-Weg eröffnet, der nahe bei Meurich durch das Tal des Leukbaches führt, der in vielen ihrer Erzählungen zu finden ist. Auch ein Passagierschiff auf der Saar trägt ihren Namen.